# Из рук в руки
«Из рук в руки» — российская газета объявлений, классифицированных по категориям. С 2016 года — интернет-издание, бумажная версия перестала  выходить и в Беларуси.

## История
Первый номер вышел 28 января 1992 года (пилотный «нулевой» — 14 января 1992 года). Объявления для первого выпуска газеты были собраны сотрудниками редакции со столбов, заборов и гаражей.
По базе объявлений о продаже автомобилей в газете работали в 1990-х годах члены подмосковной ОПГ — банды Капущу. Они встречались с продавцами, а затем, угрожая холодным оружием, завладевали автомобилями.

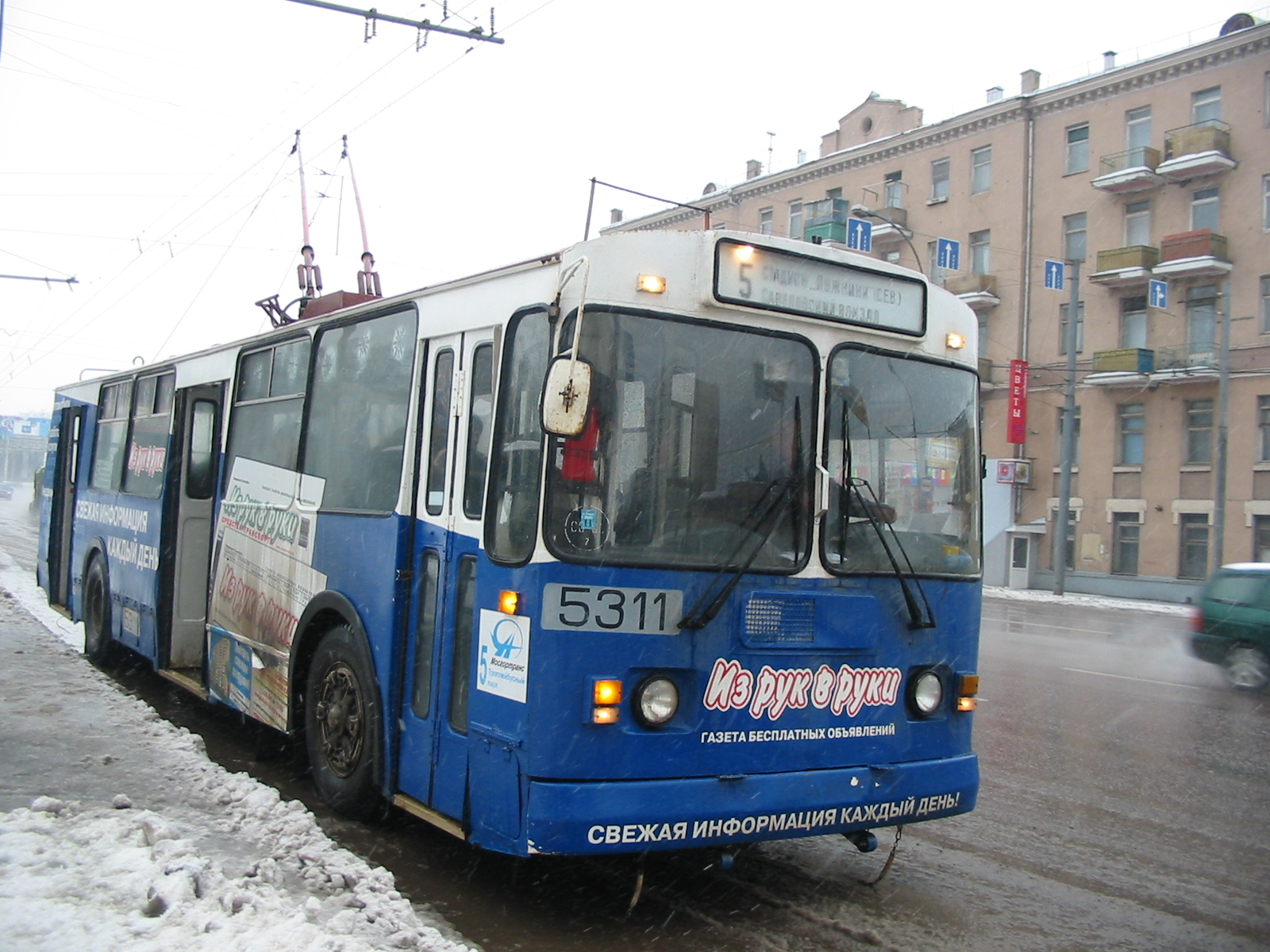
Реклама газеты "Из рук в руки" на московском троллейбусе (2004)

В 2006 году газета «Из рук в руки» была оценена в 840 млн долларов.
Газета имела множество региональных отделений (первое отделение, в Санкт-Петербурге, открыто летом 1992 года), в том числе и в странах ближнего зарубежья (Казахстан, Белоруссия и т. д.). Всего на 2009 год насчитывалось более 100 региональных представительств. Общий тираж составлял 1,6 миллиона экземпляров. В большинстве регионов газета стала лидером информационно-справочных услуг.
Газета издавалась медиахолдингом «Пронто-медиа». «Пронто» входит в состав международного холдинга Trader Media East, имеющего аналогичный бизнес в четырёх восточноевропейских странах. Газета «Из рук в руки» входит в международную Ассоциацию газет объявлений, классифицированных по категориям ICMA, объединяющей около 160 издательств из 33 стран мира.
С 1997 года издатель газеты поддерживал веб-сайт газеты IRR.RU. С 2005 года сервис по размещению объявлений «Из рук в руки» стал доступен «онлайн» в полном объёме. В 2008 году официальные представительства сайта открылись в южных городах России, таких как Воронеж, Ростов-на-Дону, Волгоград. На 2011 год он содержал более миллиона объявлений и поддомены более чем в 100 городах.
В 2010-е годы газета постепенно превратилась в интернет-издание и прекратила печать в бумаге.
27 февраля 2015 года был прекращён выпуск печатной версии в Москве и Санкт-Петербурге. В ряде регионов газета продолжила выходить по франшизе, пока в 2016 году холдинг не прекратил сотрудничество с десятью франчайзи из-за их неэффективности. В 2020 году печатная версия газеты издавалась только в Республике Беларусь.

## Перезапуск
В начале 2011 года владельцами компании «Пронто-Москва» было принято решение о кардинальной перестройке «Из рук в руки». Главным изменением стало разделение газеты на несколько тематических изданий: «ИРР. Недвижимость и строительство», «ИРР. Работа и образование», «ИРР. Авто, запчасти, сервис, гаражи», «ИРР. Товары, услуги, досуг, здоровье» — с последующим их бесплатным распространением. Первый номер новой «Из рук в руки» вышел 4 июля 2011 года. Как и прежде, издание распространялось бесплатно, но в некоторых крупных разделах (например, продаже недвижимости) объявления стали платными. Изменился дизайн сайта издания.

## Объявление о закрытии
22 ноября 2017 года голландская компания Trader Media East, владеющая «Пронто Медиа», не называя точных сроков, объявила о будущем закрытии ресурсов irr.ru и job.ru. Причиной предполагаемого закрытия была названа убыточность «Пронто Медиа»: по состоянию на 30 сентября 2017 года чистый убыток составил 19,6 миллиона долларов при выручке 5,8 миллиона долларов США.
В декабре 2017 года Job.ru был продан крупнейшему в России порталу по поиску работы HeadHunter. В 2023 году сайт job.ru содержит заглушку с предложением перейти на hh.ru.

## Редакторы
Главные редакторы газеты:
- Московский выпуск —
  - Глеб Константинович Левитан (до 6 декабря 2010 г.)
  - Йело Вёрмин (с 6 декабря 2010 г.)
- Минский выпуск — Кравченко Ольга Сергеевна